# E763
E763 eller Europaväg 763 är en europaväg som går mellan Belgrad och Bijelo Polje i Montenegro. Längd 330 km.

## Sträckning
Belgrad - Čačak - Užice - Nova Varoš - Bijelo Polje

## Standard
Vägen är motorväg mellan Belgrad och Čačak. Övriga delen är landsväg.

## Anslutningar till andra europavägar
| - E70 - E75 - E761 |  | - E65 - E80 |